# De Cock en de ganzen van de dood
De Cock en de ganzen van de dood is het twintigste deel van de detectivereeks De Cock van de Nederlandse auteur Appie Baantjer waarin rechercheurs Jurriaan 'Jurre' de Cock en Dick Vledder de moord oplossen op een tuinman en twee moorden die kort daarop volgen. Het speelt zich af in Amsterdam, het Gooi en Ouderkerk aan de Amstel.

## Verhaal
Tijdens het verhoor van de 35-jarige Igor Stablinsky draait rechercheur De Cock in een onachtzame bui deze gewelddadige Pool zijn rug toe. Deze inbreker heeft reeds twee bejaarden de schedel ingeslagen, waarbij hij hen van achteren benaderde. Het moordwapen ligt dan als bewijs ingepakt op het bureau tussen hen in. De arrestant pleegt zwaar beledigd met het breekijzer plotseling een aanslag op de grijze rechercheur. Een gil van collega Vledder redt hem van een vroegtijdige dood. De Cock is niet van plan aangifte te doen tegen zijn arrestant. In de agenda van Igor staan een aantal namen van rijke bejaarden. Twee van hen zijn inmiddels doodgeslagen. De Cock en Vledder zijn onderweg naar weduwe Isolde van Blijendijk. Ze staat niet op het lijstje van de 12 rijke bejaarden. Volgens Vledder staat ze al direct in het begin van de agenda van Igor opgeschreven. Ze is invalide, aan een rolstoel gekluisterd, excentriek en rijk. Ze heeft niet veel op met het politiebureau Van Leijenberghlaan. Ze woont aan de grens van Amsterdam met Ouderkerk aan de Amstel op haar landgoed Blijemeer met tuinman Willem. Ze eist bijzondere politiebescherming, zodat de beroemde rechercheur De Cock en Vledder naar haar onderweg zijn. Haar landgoed wordt intussen bewaakt door een groep ganzen. Bij de eerste confrontatie laat rechercheur De Cock zich ontglippen dat Mevrouw op Igor Stablinsky lijkt. Mevrouw vertelt dat Willem eerst waakhonden had, die ze heeft laten afmaken, omdat ze te dik werden. Omgekeerd is zij nu bang dat Willem haar ganzen zal vermoorden. Hij blijkt immers al strychnine te hebben gekocht. Willem zegt desgevraagd last te hebben van mollen en muizen. Bij terugkomst aan het bureau Warmoesstraat brult wachtcommandant Meindert Post dat Igor uit de gevangenis ontsnapt is.
Van Smalle Lowietje krijgt De Cock inlichtingen over een Duits heroïnehoertje, Inge, die kennis had aan Igor en waar ‘Maffe Kees’ het fijne van zou weten. Maar desgevraagd zegt laatstgenoemde dat Inge al 14 dagen zoek is. De volgende dag geeft commissaris Buitendam een nukkige De Cock opdracht zich bezig te houden met de ganzen van landgoed Blijemeer. Ze zijn vergiftigd. Op het bureau meldt zich Ivo van Blijendijk uit Antwerpen. Hij is evenals zijn broer Izaak en zus Irmgard, met haar echtgenoot en kinderen Paul Peter en Penny, door tante op het landgoed ontboden. Tante voelt zich bedreigd door dreigbrieven die haar dood aankondigen. Er is ook nog een oudere oom in leven. Hij heet Immanuel, woont in Bussum en is nog veel excentrieker en rijker.
Bij het onderzoek naar de dode ganzen meldt tuinman Willem spontaan dat hij flink wat strychnine mist. Isolde verzoekt uitdrukkelijk aan de rechercheurs haar tuinman ter plekke te arresteren. Bovendien kreeg ze altijd haar dreigbrieven uit Ouderkerk op de dagen dat Willem boodschappen deed. Dick Vledder is het woedend met haar eens. Terug op de Warmoesstraat dirigeert wachtcommandant Meindert Post De Cock direct naar zijn chef, commissaris Buitendam. Vledder krijgt tegelijkertijd van Maffe Kees te horen dat Igor en Inge beiden afzonderlijk weer in Amsterdam zijn gesignaleerd. De Cock krijgt bij zijn chef plichtsverzuim tegengeworpen, maar hij daagt zijn commissaris en de officier van justitie Schaaps uit om zelf Willem dan maar te arresteren. Nog voordat Buitendam iets kan zeggen meldt de binnenstormende Vledder dat de tuinman vermoord is gevonden door neef Ivo. Bij het lijk zegt Dr. Den Koninghe het visitekaartje van Igor te herkennen. De tienjarige Penny beschuldigt in een onderonsje met rechercheur De Cock haar oom Izaak.
Terug op het bureau ligt er een tip dat Duitse Inge terug is op de Lange Leidsedwarsstraat 197. De twee rechercheurs signaleren ’s nachts neef Izaak, die bij Inge naar binnen gaat. De volgende dag is er bericht van de Antwerpse Justitie, dat neef Ivo juist een week eerder failliet is gegaan. De telefoon meldt dat neef Izaak dood in zijn stoel is gevonden. Ter plekke blijkt hij op identieke wijze als Willem te zijn gestorven. Ook hij is gevonden door neef Ivo. Buiten vindt Vledder sporen van een stok. De Cock besluit Duitse Inge met een bezoek te vereren en verschaft zich toegang middels het apparaat van Handige Henkie. Onder druk gezet vertelt Inge dat Igor een deel van de erfenis van Isolde zou krijgen als hij de tante van Izaak om zeep zou helpen. De Cock is haar zo erkentelijk dat hij belooft haar verklaring nooit in een proces-verbaal te zullen gebruiken.
Smalle Lowietje laat zich ontvallen dat hij 100 gulden heeft gekregen om een echte heer in contact te brengen met Igor. Hij overhandigt De Cock het telefoonnummer van Izaak in Ouderkerk. Igor dronk snel een biertje en Lowietje had zijn ‘meier’ verdiend. Terug op het bureau zit Irmgard van der Molen-Blijendijk op de rechercheurs te wachten. Ze is zelf bang ook vermoord te worden. Bovendien is ze ervan overtuigd dat tante Isolde niet kan lopen, wat haar dochter Penny ook beweerd mag hebben. Bij hun bezoek aan het huis van neef Izaak in Ouderkerk, treffen ze neef Ivo aan. Bij Inge schiet de Cock niet veel op. Igor is op 22-jarige leeftijd tot Nederlander genaturaliseerd. Verder wil ze niet gaan met haar mededelingen.
Rechercheur de Cock dirigeert Vledder nu naar Bussum. Daar woont oom Immanuel aan de Brediusweg. Zijn villa staat overigens sinds een week te koop. Hij kent de moordpartijen op het landgoed Blijemeer. Onder het genot van een goed glas bourgogne onthult hij de familieverhoudingen. Zijn vader kreeg vier zoons, Ignatius, Iwert, Immanuel en Ilja. Hij verwierf het landgoed Blijemeer. Zijn oudste broer Ignatius erfde het landgoed. Zijn jongste broer Ilja stierf het eerst, maar liet drie kinderen na. Ivo, Izaak en Irmgard. Ignatius kreeg een dochter, de huidige bewoner Isolde van het landgoed. In haar jongere jaren was ze een wilde meid. Op haar achttiende trok ze met een Poolse violist Europa in. Haar ouders stierven binnen een jaar. Broer Iwert ging wonen op Blijemeer. Toen Isolde weer opdook ging ze op haar geërfde landgoed wonen samen met haar oom. Enige tijd later trouwde ze haar oom met dispensatie van de Kroon. Drie jaar later was Iwert dood. Gastheer Immanuel vertelt afsluitend dat hij het jong van Isolde om zijn huis heeft zien sluipen. Zodoende staat het pand te koop. Het jong heet: ‘ Igor’. Deze keer is het De Cock die Vledder aanmoedigt alles uit de politievolkswagen te halen. Maar op het landgoed Blijemeer vinden ze Ivo al dood. Penny zegt de onbekende moordenaar gezien te hebben.
Terug op het bureau haalt commissaris Buitendam De Cock van het onderzoek af. Drie lijken in drie dagen is te veel. Na ampele discussie krijgt De Cock nog 12 uur van zijn chef. Hij zet samen met de rechercheurs Johny Elberse, Peter van Brenk en Dick Vledder een val op. In bed op het landgoed Blijemeer ligt een pop, die Irmgard moet voorstellen. Ze betrappen aldaar Igor Stablinsky maar die ontsnapt samen met Isolde in een auto. Bij het hek van het landgoed versperren echter twee politiewagens met verblindende koplampen de doorgang. De auto van Igor botst tegen een oude eik. De Cock ontfermt zich over de bewusteloze Isolde. Ze ligt vlak bij haar dode ganzen. Igor dreigt hem met een stok de hersens in te slaan. Op een roep van het meisje Penny draait De Cock zich voor een tweede keer ondoordacht om. Vledder redt zijn collega door Igor dood te schieten met zijn dienstpistool.
Op de afsluitende borrel met zijn drie collega’s genieten ze gezamenlijk van een fles cognac van Smalle Lowietje, die ze wil laten proosten op de dood van Igor. Mevrouw de Cock bedankt Dick Vledder dat hij haar man voor de tweede keer deze episode het leven heeft gered. Dick klaagt over de administratieve rompslomp na het afvuren van één politiekogel. Rechercheur De Cock vertelt dat de wandelstok van Isolde met lood was gevuld. Het werd zo een moordwapen. Ivo, Igor en Irmgard waren naar het landgoed gelokt om daar te sterven. De toekomstige erfenis van oom Immanuel zou zo geheel naar haar toekomen. Enkele jaren eerder was Igor zijn nog onbekende moeder komen bezoeken en had in haar een gekwelde geldschieter gevonden. Ze schreef zichzelf dreigbrieven, schakelde de politie in en beschuldigde tuinman Willem. Het toeval hielp opeens de recherche toen neef Izaak de hem onbekende neef Igor zocht om Isolde te laten vermoorden. Na de moord op tuinman Willem, vermoordt de gewaarschuwde Isolde met haar loden stok nu ook Izaak. Igor vermoordt Ivo in de derde nacht en zegt zijn moeder dat hij ook de schuld van de andere twee moorden op zich zal nemen. Als laatste staat zijn oom Immanuel op zijn lijst. Maar bij zijn nog noodzakelijke moordpoging op de pop van Irmgard wordt hij betrapt. Isolde is door de Cock in het ziekenhuis verhoord en maakt het naar omstandigheden goed.
Als de collega’s weg zijn laat De Cock een briefje van Penny aan zijn vrouw zien. Ze zegt een Van der Molen te zijn, zodat de rechercheur haar bij een toekomstige ontmoeting wel de rug kan toedraaien.

## Voetnoten
1. ↑  Het hele verhaal door blijven de dode ganzen op het landgoed achter als stille getuigen. Het lukt Dick Vledder niet ze te laten weghalen.
2. ↑   De Cock maakt een dodelijke fout. Hij zegt een onschuldig iemand niet te arresteren. Maar in dit geval had deze arrestatie een moord voorkomen.
3. ↑   Zie voor de betekenis: Immanuel